# Famille Steinmeister
 (août 2014).
Si vous disposez d'ouvrages ou d'articles de référence ou si vous connaissez des sites web de qualité traitant du thème abordé ici, merci de compléter l'article en donnant les références utiles à sa vérifiabilité et en les liant à la section « Notes et références ».
 (octobre 2012).

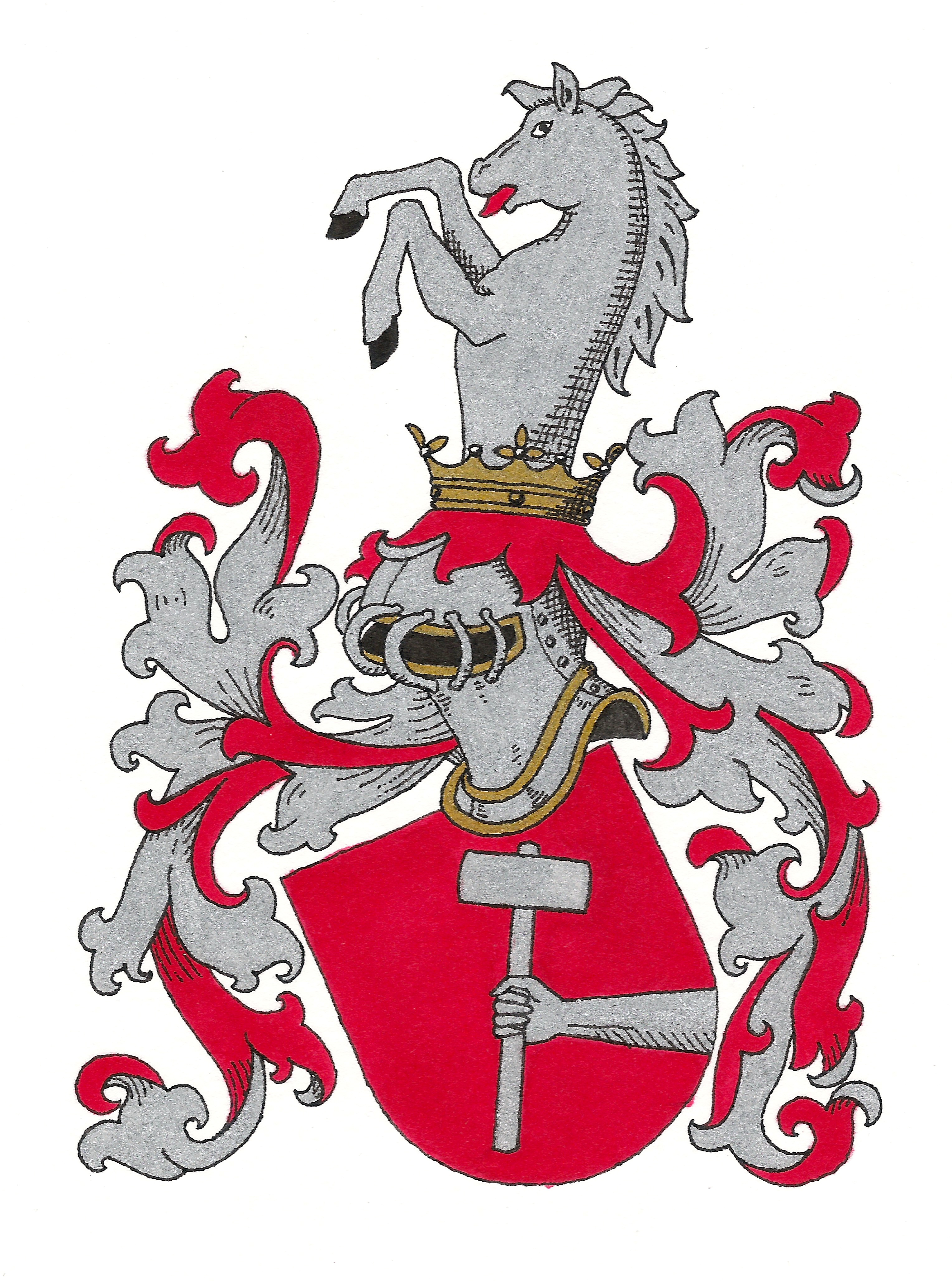
Wappen v. Steinmeister, 1917

La famille Steinmeister est une famille de maîtres de carrière et d'entrepreneurs d'origine allemande.

## Histoire
Son fondateur est le maître Heinrich, dit l'Ancien citoyen de Iserlohn en 1683.
Reconvertis dans le commerce de cigares en 1857, les Steinmeister font fortune avec leur fabrique Steinmeister & Wellensie.
Alexander von Steinmeister (1858-1941) et Otto von Steinmeister (de) (1860-1937) obtiennent la noblesse prussienne en 1901 et 1917.

## Domaines
- Manoir Gröpperhof